# Assessore
Assessore (dal latino assessor, "chi siede accanto", da assidere) indica un funzionario incaricato di assistere un superiore nell'esercizio delle sue funzioni. 
Il significato concettuale si è evoluto nel corso del tempo; era altresì detto assessore (o savio o consigliere) il giurista al quale il giudice si rivolgeva per un parere sulla causa da decidere, secondo una prassi invalsa a partire dal XII secolo; in età contemporanea indica una carica politica. 

## Nel mondo

### Germania
In Germania il titolo di Rechtsassessor (assessore legale) è attribuito a coloro che hanno superato il secondo degli esami di stato per l'accesso alle professioni legali (Assessorexamen), al quale si è ammessi dopo aver superato il primo esame e svolto due anni di tirocinio legale (Rechtsreferendariat). Il superamento del secondo esame consente di esercitare la professione di avvocato o accedere, nel limite dei posti disponibili, alla carriera di giudice o alla professione di notaio.

### Italia
Nell'ordinamento italiano, dal 1859 al 1907 furono detti assessori i due giudici togati che affiancavano il presidente della corte d'assise, mentre dal 1931 al 1951 si usò lo stesso nome per i cinque giudici laici di questa corte, ora denominati giudici popolari e portati a sei. Tuttavia, la figura dell’assessore – in qualità di giudice laico – non fu introdotta per la prima volta dal regime fascista, già la legislazione relativa all’Ordinamento giudiziario coloniale di età liberale prevedeva tale istituto. Come osservato da Luciano Martone, infatti, gli assessori furono introdotti per la prima volta con il R.D. 2 luglio 1908, n. 325 (Concernente il riordinamento giudiziario della Colonia Eritrea) nei giudizi delle Corti d’Assise in Eritrea: gli assessori previsti erano due (art. 39) e nominati dal Governatore tra i cittadini notabili (art. 43). Siffatta legislazione sarà estesa anche nei territori della Somalia (R.D. 8 giugno 1911, n. 937 Che approva l'ordinamento della giustizia nella Somalia italiana, vd. artt. 30 ss) e della Libia (R.D. 20 marzo 1913, n. 289 Col quale vengono approvati gli annessi ordinamento giudiziario e disposizioni relative alle leggi da applicarsi in Libia, vd. art. 19). 
In epoca fascista la figura dell'assessore fu introdotta con il R.D. 23 marzo 1931, n. 249 (Ordinamento delle Corti d'assise) il quale ridefinì la composizione e le competenze delle Assise nel nuovo quadro del regime. Il nuovo ufficio dell’assessorato poteva essere ricoperto da tutti quei cittadini in possesso di requisiti specifici, l’art. 4 imponeva di:
Presso ogni Comune del Regno, infatti, era cura del Podestà redigere la lista con i nominativi di tutti coloro che erano in possesso dei requisiti stabiliti dalla legge: iscrivendo i nuovi nominativi e cancellando chi avesse perso i requisiti (art. 7). Entro la fine di agosto di ogni anno, il Podestà doveva inviare tale lista al Presidente della Corte d’Appello competente della circoscrizione (art. 8). Quest’ultimo poteva aggiornare la lista inserendo nuovi nominativi – tra cui coloro che avevano fatto ricorso in caso di mancato inserimento a livello comunale – e cancellandone altrettanti; da tale lista il Presidente provvedeva a formare tante liste quanti il numero di circoli d’Assise e le trasmetteva al Ministro della Giustizia (art. 9). Spettava al guardasigilli, quale ultimo passaggio procedurale, redigere l’elenco definitivo ed approvarlo per poi rispedirlo alle Corti. Quest’ultimo poteva ulteriormente modificare gli elenchi aggiungendo ulteriori nominativi, eventualmente anche tra coloro che erano stati scartati dalla selezione in Corte d’Appello ma che ne avevano fatto esplicita richiesta (art. 10). Gli assessori definitivi erano nominati con decreto reale e rimanevano in carica per quattro anni e, al termine del mandato, potevano essere nominati ulteriormente o scartati in caso di perdita dei requisiti oppure per ragioni politiche (art. 11). L’ufficio di assessore era obbligatorio e richiedeva, all’atto di nomina, la prestazione del giuramento secondo la seguente formula: Giuro di adempiere con coscienza e diligenza e nel solo interesse della giustizia i doveri dell'alto ufficio che mi viene affidato, di essere fedele al Re, di osservare lealmente lo Statuto e le altre leggi dello Stato e di conservare il segreto (art. 12).
Attualmente il termine è utilizzato per designare un componente dell'organo esecutivo di un ente locale o comunque territoriale, in particolare della giunta regionale, provinciale o comunale, diverso dal presidente (che, nel caso del comune, è il sindaco). Il termine viene talora utilizzato anche per tradurre la denominazione attribuita in altri ordinamenti a funzionari che hanno un ruolo simile agli assessori degli enti territoriali italiani, quali l'adjoint (aggiunto) del sindaco in Francia, l'échevin o schepen (scabino) in Belgio, il wethouder nei Paesi Bassi e il vereador in Portogallo.

### Stati Uniti
Negli Stati Uniti d'America l'assessore (assessor) è un funzionario locale (della contea, municipalità ecc.), nominato o elettivo, con il compito di determinare il valore dei beni immobili al fine della loro tassazione.